# Shahmukhi

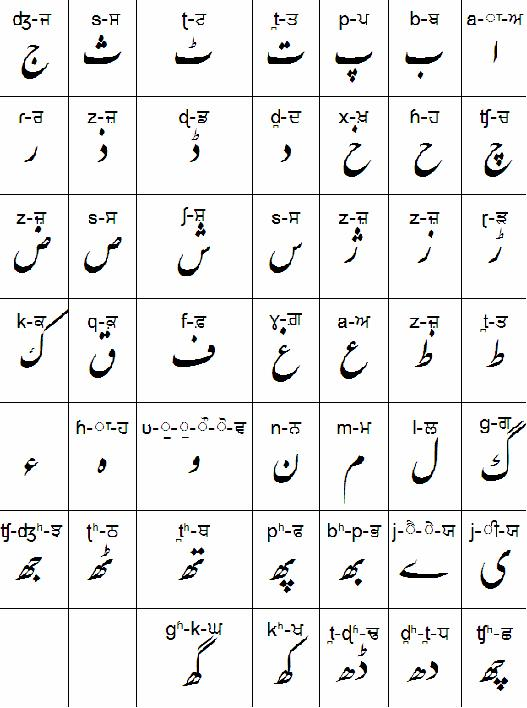
Die Shahmukhi-Schriftzeichen

Shahmukhi (شاہ مکھی, Gurmukhi: ਸ਼ਾਹਮੁਖੀ, wörtlich „aus dem Mund des Königs“) ist eine regionale Variante des arabischen Alphabets, die zur schriftlichen Darstellung des Panjabi, einer Sprache mit Hauptverbreitung im Panjab in Pakistan und Nordindien, verwendet wird.

## Geschichte
Shahmukhi basiert auf dem Nastaliq-Stil des persischen Alphabets, wird wie dieses von rechts nach links geschrieben und wurde traditionell von den panjabischen Muslimen in Pakistan und Indien geschrieben. Seit Mitte des 20. Jahrhunderts wird es hauptsächlich in der Panjab-Region Pakistans verwandt. Es ist das offizielle Schriftsystem der Panjabi-Sprache in Pakistan. In Indien wird Panjabi in der Gurmukhi-Schrift geschrieben.

## Eigenschaften
- Die Gurmukhi-Laute ñ (ਞ), ng (ਙ) und nh (ੰ/ં) werden alle mit ں (Nun-e ghunna, punktloses Nun) geschrieben. In Initial- und Mittelstellung wird der Punkt beibehalten.
- ے (Bari ye) kommt nur in Finalposition vor, wenn die Laute e (ਏ) or æ (ਐ) geschrieben werden, und in Initial- und Mittelstellung nimmt es die Form ي an.
- Es gibt drei Zeichen für die Markierung eines Kurzvokals: َ (ਅ), ُ (ਉ) und ِ (ਇ): a, u und i. Beispiele: قَلَم (ਕ਼ਲਮ) qalam (Stift),  گھُپ (ਘੁਪ) ghup (dicht),  لِحاظ (ਲਿਹਾਜ਼) lihāż (Erwägung)
- Am Anfang eines Wortes werden Kurzvokale wie folgt geschrieben: اَ, اُ,  اِ
- Lange Vokale werden folgendermaßen mit ا,ي,ے und و dargestellt:

| Vokal   | ā (ਆ) | e, æ (ਏ, ਐ) | ū (ਊ) | ī (ਈ) | au, o (ਔ, ਓ) |
| ------- | ----- | ----------- | ----- | ----- | ------------ |
| Initial | آ     | اَے          | اُو    | اِي    | اَو           |
| Medial  | َﺎ     | َﯧ           | ُﻮ     | ِﯧ     | َﻮ            |
| Final   | َﺎ     | َﮯ           | ُﻮ     | ِﻲ     | َﻮ            |

- Konsonanten werden mit ّ    (ੱ) verdoppelt. Beispiele: ﷲ (ਅੱਲਾਹ): Allāh (Gott), كَچَّا (ਕੱਚਾ): Kachchā (unausgereift)

## Zusätzliche Buchstaben
Es gibt einige zusätzliche, gelegentlich benutzte Buchstaben:
- ٻ bbe (ੱਬ)
- ڄ jje (ੱਜ)
- ڋ ḍḍe (ੱਡ)
- ڰ ggaf (ੱਗ)
- ڻ rnoonh (ਣ)

## Lehnwörter
Im Panjabi gibt es, vor allem in den westlichen Dialekten, viele arabische und persische Lehnwörter.
Da viele der arabischen Laute in der Devanagari-basierten, also eher für die Laute indoiranischer Sprachen optimierten Gurmukhi-Schrift nicht dargestellt werden können, ist die Shahmukhi-Schrift hierfür deutlich besser geeignet.

### Arabische Buchstaben
ﺫ ﺹ ﺽ ﻁ ﻅ ﻉ ﻍ ﺡ ﺙ

### Persische Buchstaben
گ چ پ ژ

### Arabisch-persische Buchstaben
ﺥ ﺯ ﻑ ﻕ